# Істинка (Ленінградська область)
Істинка (рос. Истинка) — присілок у Гатчинському районі Ленінградської області Російської Федерації.
Населення становить 120 осіб. Належить до муніципального утворення Таїцьке міське поселення.

## Географія
Населений пункт розташований на південній околиці міста Санкт-Петербурга.

## Історія
Згідно із законом від 16 грудня 2004 року № 113—оз належить до муніципального утворення Таїцьке міське поселення.

## Населення
| 1838 | 1848 | 1862 | 1928 | 1958 | 1997 | 2002 |
| ---- | ---- | ---- | ---- | ---- | ---- | ---- |
| 110  | ↘75  | ↗84  | ↗181 | ↘81  | ↘61  | ↗70  |
| 2007 | 2010 | 2017 |      |      |      |      |
| ↘62  | ↗72  | ↗120 |      |      |      |      |